# Estadio Nuevo Francisco Urbano
El estadio Nuevo Francisco Urbano es un estadio de fútbol argentino ubicado en la localidad de Castelar, perteneciente al partido de Morón, en la provincia de Buenos Aires.
Al mismo tiempo, los socios -a modo de recuerdo y homenaje- podrán llevarse los ladrillos pertenecientes a ese paredón, parte de una tribuna del estadio que precedió al que inauguraron en Castelar Sur en 2013.Diario Clarín 21 de octubre 2019 
Fue inaugurado el 26 de julio del año 2013, en un partido amistoso en el que Deportivo Morón se impuso por 2 a 1 ante la selección argentina sub-20.
Pertenece a Deportivo Morón, que juega como local. Tras la negativa de cambiar el nombre del estadio y mediante una votación en asamblea de socios se decidió que el nombre sea «Nuevo Francisco Urbano».

## Historia
El estadio cuenta con capacidad aprobada y habilitada para 32.000 espectadores aproximadamente, distribuidos de la siguiente forma: 11 000 personas en la tribuna visitante y 11 000 personas en la local, de pie, 4500 personas sentadas en la platea oficial y 5500 personas sentadas en la platea general. Se encuentra emplazado sobre la calle Monseñor Enrique Angelelli, entre las calles Luis Pasteur y Juan Vucetich. Por su parte el complejo se ubica sobre la Avenida Hipólito Yrigoyen, anexo al estadio.
Tras una intensiva negociación finalmente el grupo inversor se comprometió a comenzar las obras luego de la firma del contrato de fideicomiso. El Municipio de Morón acordó con el presidente del club y representantes de la comisión directiva, y con el Grupo Inversor  Morón (GDM) el fideicomiso para el inicio a las obras del estadio. Mientras que en los terrenos del antiguo Francisco Urbano, se proyectó la realización de un polo de desarrollo comercial y urbanístico, denominado Nueva Área Central Morón. El mismo fue aprobado por unanimidad en la asamblea del Club Deportivo Morón celebrada el 20 de diciembre de 2010. Asimismo, en el área central recibirá dos locales y ocho cocheras.
El predio contiene más de cuatro hectáreas ubicado en la Avenida Hipólito Yrigoyen al 1600 donde funcionó la fábrica Textil Castelar, que dejó de producir a mediados de la década de 1990. Cuya demolición comenzó a principios del año 2012.
El estadio comenzó a construirse en el 2012, tiene 38 palcos construidos en la parte superior de la platea. Los palcos tienen capacidad para 9 personas, butacas móviles y acceso a cocheras. También serán utilizados como cabinas de transmisión para medios radiales, televisivos y gráficos. Por su parte, se finalizó la colocación del techo, la estructura de hormigón y las paredes correspondientes al gimnasio multifunción. Al mismo tiempo, avanza con la construcción de los baños y los vestuarios que se ubicarán bajo las tribunas, así como también las instalaciones cloacales y pluviales de todo el estadio.
Fue sede de la Copa Libertadores de América Femenina 2020.

## Nombres de los sectores
Estadio: Nuevo Francisco Urbano
Popular Local: Dr. Vigilo Machado Ramos
Popular Visitante: José Luis Capurro
Platea Oficial: Filiberto Ferrante
Platea General: Lorenzo Capelli
Sectores en Popular Local: Inés y Jorge Tarruella, Juan Olivera, Omar Abdalá, Oscar Guarino, Raúl “Chombo” Zuleta, Clemente Ochotorena, Titino Lettieri.
Sectores en Popular Visitante: Ascenso 1955, 1959, 1968, 1980, 1990 y 20 de junio de 1947
Sectores Platea Oficial: Oscar Ochotorena, Miguel Piantoni, Carlos Pagano, Angélica Cado, Jorge Stamparin, Francisco Sánchez.
Sectores Platea General: Salvador Postigo, César Albistur Villegas, Pedro Camarero, Roberto Amorena, 
Gimnasio: Rafael Grosso
Voz del Estadio: Juan Carlos Merlotti
Palco de Prensa: Beto Lossino
Salón de Conferencias: Claudio Díaz
Vestuario: Carlos Ismael Pagano
Enfermería: Dr. Horacio Marchetta
Pista de Patín: Nelly Grosso
Campo de juego: Carlos Castellón

## Origen del nombre
A tan solo nueve años de su fundación y en apenas cinco de su afiliación a la AFA, el Deportivo Morón inauguró su casa propia, el 21 de abril de 1956. 
El 24 de febrero del mismo año llegó al club uno de los dirigentes de mayor capacidad, honestidad y compromiso que transitó los pasillos de la institución: don Francisco Urbano. Precisamente, esta obra contempla esas dos indiscutibles situaciones, tan peculiares como grandiosas: El estadio y el dirigente, estadio que llevará su nombre y dirigente que dejará huellas imborrables en el corazón y el pensamiento de todos. Los detalles de la construcción del estadio, los hechos más sobresalientes del mismo junto a la trayectoria dirigencial de Francisco Urbano, harán de estas páginas un elemento para atesorar, y recordar así a la persona, que ya partió a la eternidad y a un estadio que ha guardado las emociones de miles de personas que aman y amaron a este club. 
El 26 de julio de 2013 se inauguró el nuevo estadio que tras la negativa de cambiar su nombre y mediante una votación en asamblea de socios se decidió que sea «Nuevo Francisco Urbano».